# Herten
Herten je město v německé spolkové zemi Severní Porýní-Vestfálsko. Je šestým největším městem zemského okresu Recklinghausen ve vládním obvodu Münster. Leží v severní části průmyslové oblasti Porúří přibližně pět kilometrů západně od Recklinghausenu, s nímž sousedí. V blízkosti Hertenu se rozkládá několik dalších měst, severně leží Marl, na západě sousedí Herten s Gelsenkirchenem a na jihu se rozprostírá město Herne. Město je známo především díky zdejšímu vodnímu zámku z červených cihel a také městskou částí Westerholt, kde se nachází množství historických zděných domků. V roce 2013 zde žilo přes 60 tisíc obyvatel.

## Historie
První písemná zmínka o dnešním městě pochází z roku 1050, kdy bylo zmíněno pod názvem Herthene v listině opatství Werden an der Ruhr. Kolem roku 1350 byli zmíněni páni z Hertenu jako majitelé stejnojmenného hradu. Ve středověku bylo město součástí kolínského kurfiřtství. Zámek Herten sloužil později jako sídlo místodržitele arcibiskupství v Kolíně nad Rýnem. Mezi lety 1844 až 1856 byl Herten spravován Recklinghausenem, roku 1857 se však osamostatnil jako samosprávné sídlo. Do roku 1872, kdy v okolí města započala těžba černého uhlí, mělo sídlo vesnický charakter. S příchodem industrializace došlo také k růstu zdejší populace. Vzhledem k velké poptávce pracovní síly přesídlila do oblasti řada Poláků, Čechů a Slovinců a Herten se tak rozvinul v hornické město. Roku 1882 zde byly instalovány první petrolejové lampy, součást veřejného osvětlení. V roce 1900 zde byla otevřena plynárna a 10. května 1901 byla do provozu uvedena tramvajová doprava. K 1. dubnu 1926 byly k městu přičleněny obce Ebbelich, Disteln, Langenbochum a Scherlebeck, které dříve spadaly správně pod Recklinghausen. Počet obyvatel tak vzrostl z 19 tisíc na 35 tisíc a město se rozrostlo z plochy 1500 hektarů na 2900 hektarů. V dubnu 1936 získal Herten oficiálně status města a 8. června téhož roku přijal městský znak. V průběhu druhé světové války bylo ve městě poškozeno přibližně 16 % zástavby a zničeno bylo 145 domů. Během náletů byly mimo jiné poškozeny například radnice a zdejší vodní zámek. Další rozvoj průmyslu po druhé světové válce vedl k růstu obyvatelstva, a tak roku 1961 žilo v Hertenu přes 52 tisíc obyvatel. 1. ledna 1975 byly v rámci regionální územní reformy k městu přičleněny obce Westerholt a Bertlich.

## Partnerská města
- Arras, Francie, od roku 1984
- Doncaster, Spojené království, od roku 1989
- Schneeberg, Sasko, Německo, od roku 1990
- Szczytno, Polsko, od roku 2009

## Galerie

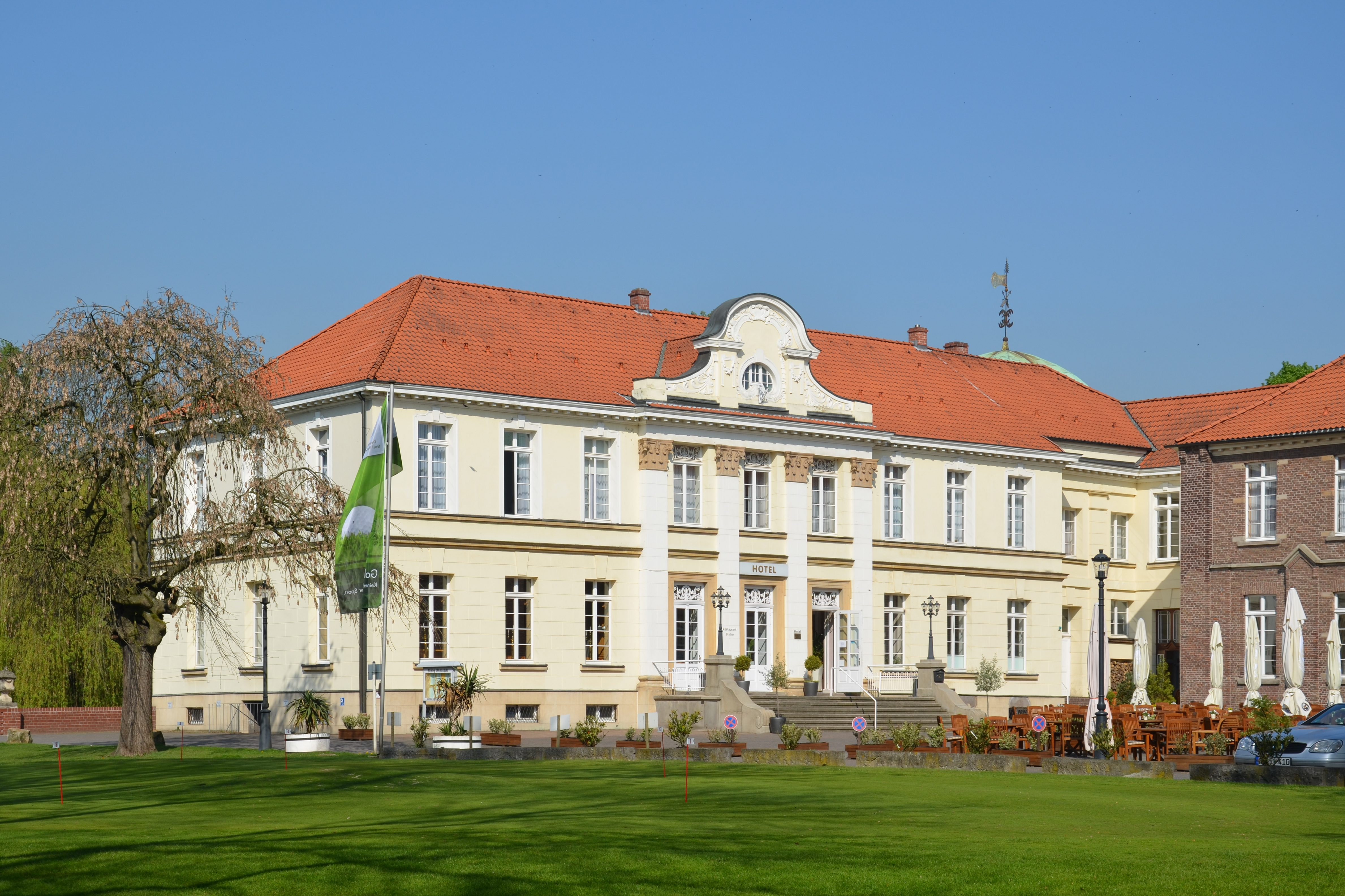
Zámek Westerholt
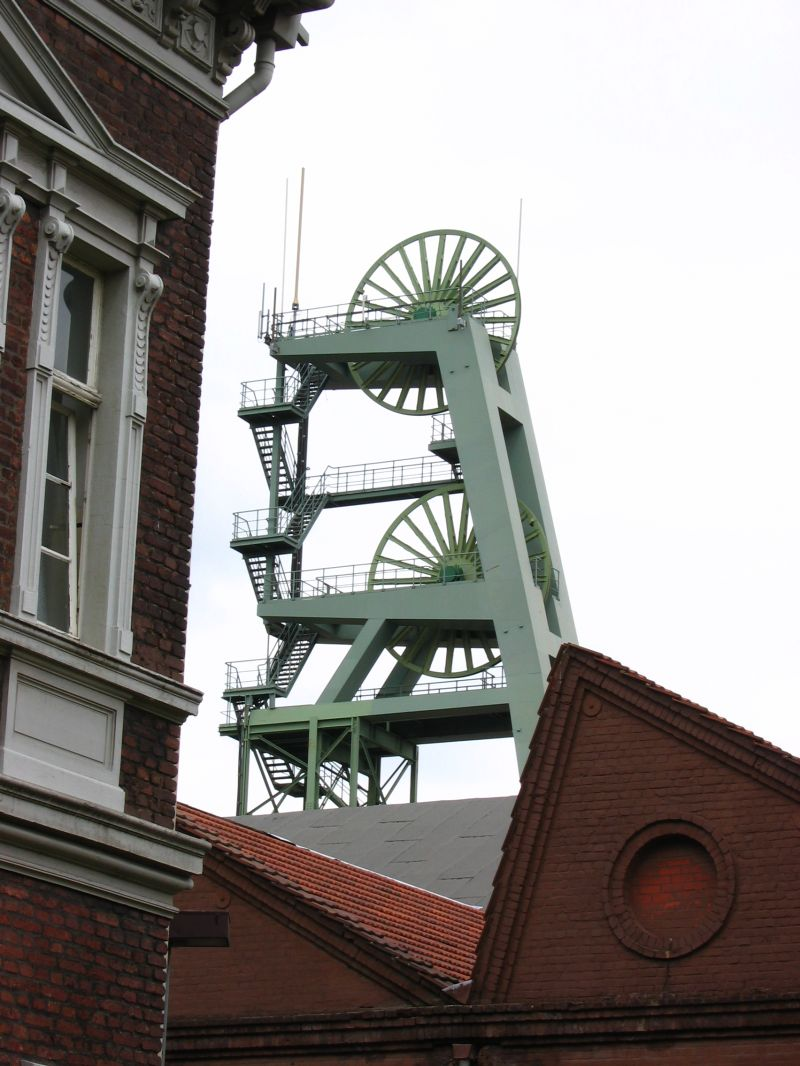
Důlní šachta
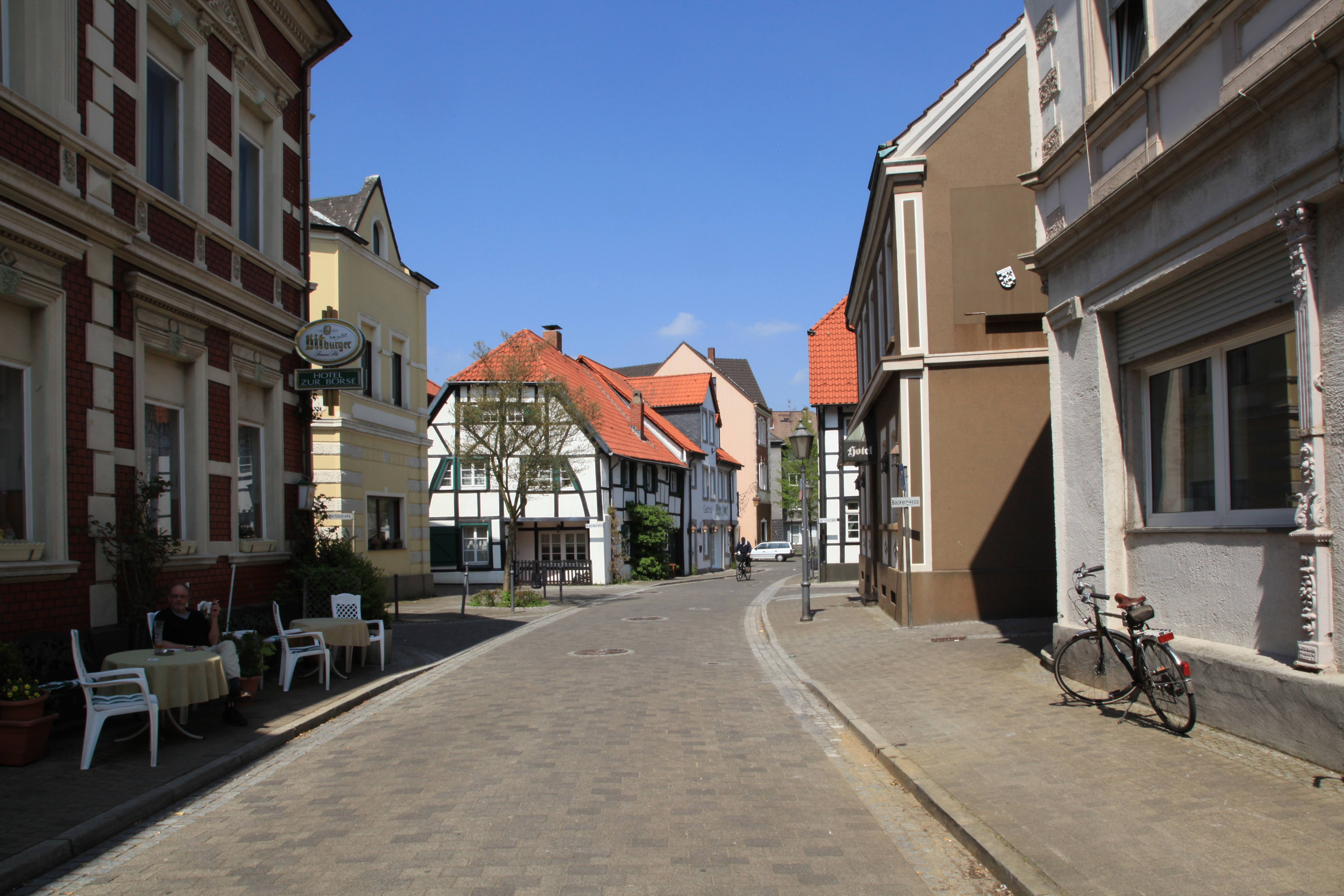
Ulice s historickými domky v centru města